# Булос, Гильерме
Гильерме Кастро Булос (порт. Guilherme Castro Boulos; род. 19 июня 1982) — бразильский политик, левый активист и автор книг. Видный деятель Национальной координации Движения бездомных трудящихся (MTST). Булос вступил в марксистскую (преимущественно троцкистскую) Партию социализма и свободы (PSOL) и был её кандидатом на пост президента Бразилии на всеобщих выборах 2018 года. На местных выборах 2020 года Булос как кандидат PSOL в мэры Сан-Паулу вышел во второй тур против кандидата от Бразильской социал-демократической партии Бруно Коваса, в итоге уступив тому с 40,62 % голосов.

## Биография
Гильерме Булос — сын инфектолога Марии Ивете Кастро и Маркоса Булоса, профессора медицины Университета Сан-Паулу с кафедры инфекционных и паразитарных болезней. Он окончил философский факультет в 2006 году, получив степень магистра клинической психологии в Университете Сан-Паулу в 2017 году, специализируясь на психическом здоровье бездомных и депрессивных симптомах.
С 15-летнего возраста в 1997 году участвовал в бразильском студенческом движении в качестве активиста Коммунистического союза молодежи (UJC). В 2002 году он также присоединился к Движению бездомных трудящихся.
Он стал известен в 2003 году, когда участвовал в координации захвата безземельными трудящимися земли, принадлежавшей корпорации Volkswagen в Сан-Бернарду-ду-Кампу. Он снова всплыл в прессе в 2014 году на волне социальной мобилизации вокруг Чемпионата мира по футболу, в частности оккупации «Народный чемпионат» (порт. Ocupação Copa do Povo), организованной MTST в начале мая.
17 января 2017 года Булос был арестован по обвинению в неповиновении судебным органам и подстрекательстве к насилию во время судебного процесса о возврате права собственности на землю в районе Сан-Матеус. Ночью того же дня он был освобождён из тюрьмы. В свою защиту он утверждал, что его задержание было незаконным и совершённым по политическим причинам.

## Участие в выборах

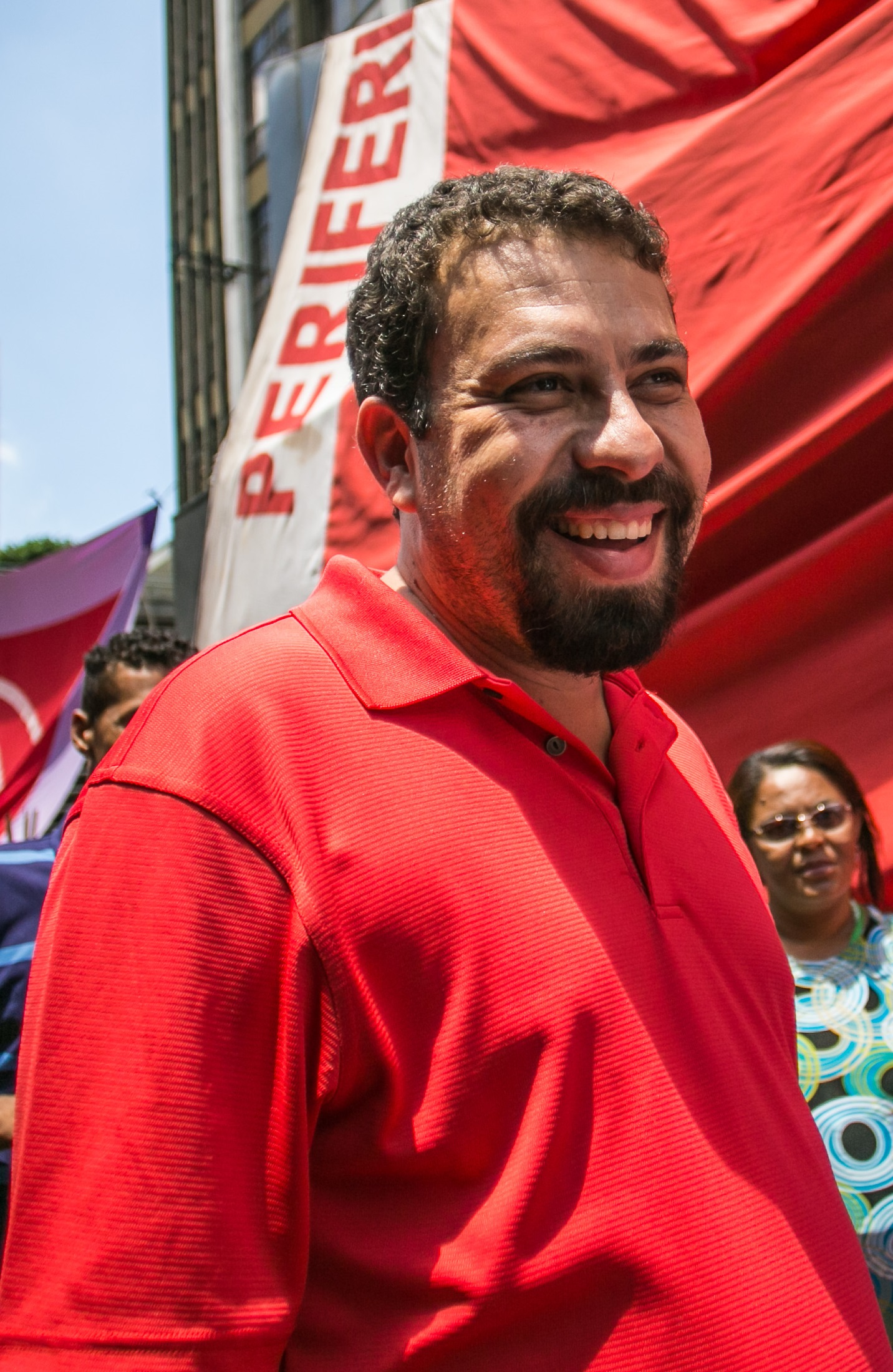
Булос в 2017 году

В марте 2018 года он присоединился к Партии социализма и свободы (PSOL) в качестве предварительного кандидата на пост президента республики (в тандеме с кандидатурой Сони Гуажажары на пост вице-президента).
Их поддерживал Социалистический левый фронт, включавший силы левее Партии трудящихся — Партия социализма и свободы, Бразильская коммунистическая партия, движения безземельных, бездомных и коренных народов. Набрав 617 122 голоса (0,58 %), Булос занял десятое место в первом туре.
9 марта 2020 года он объявил в социальных сетях о планах выдвижения на выборах мэра Сан-Паулу от Партии социализма и свободы, причём первая градоначальница города от левых Луиза Эрундина должна была стать его заместительницей. Его предварительную кандидатуру поддержали другие представители PSOL, в том числе депутаты Иван Валенте, Ауреа Каролина, Марселу Фрейшу, Эдмилсон Родригес и Талирия Петроне.
Соревнуясь за номинацию со своими товарищами по партии, федеральным депутатом Самией Бонфин и депутатом штата Карлусом Джаннаци, Булос получил 61 % голосов на праймериз PSOL и 19 июля Булос был утвержден партией в качестве кандидата на пост мэра Сан-Паулу.

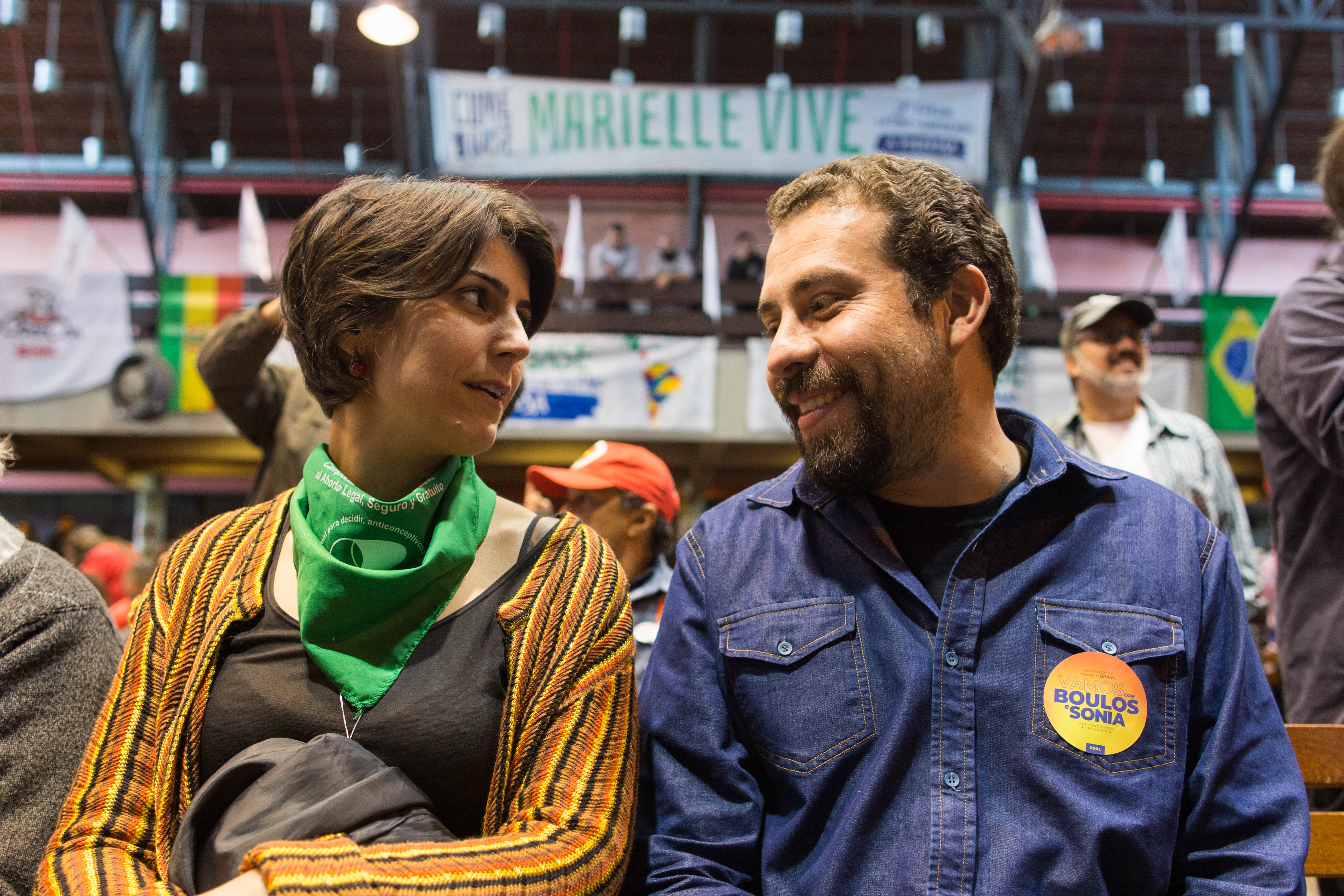
Мануэла д'Авила и Гильерме Булос в 2018 году

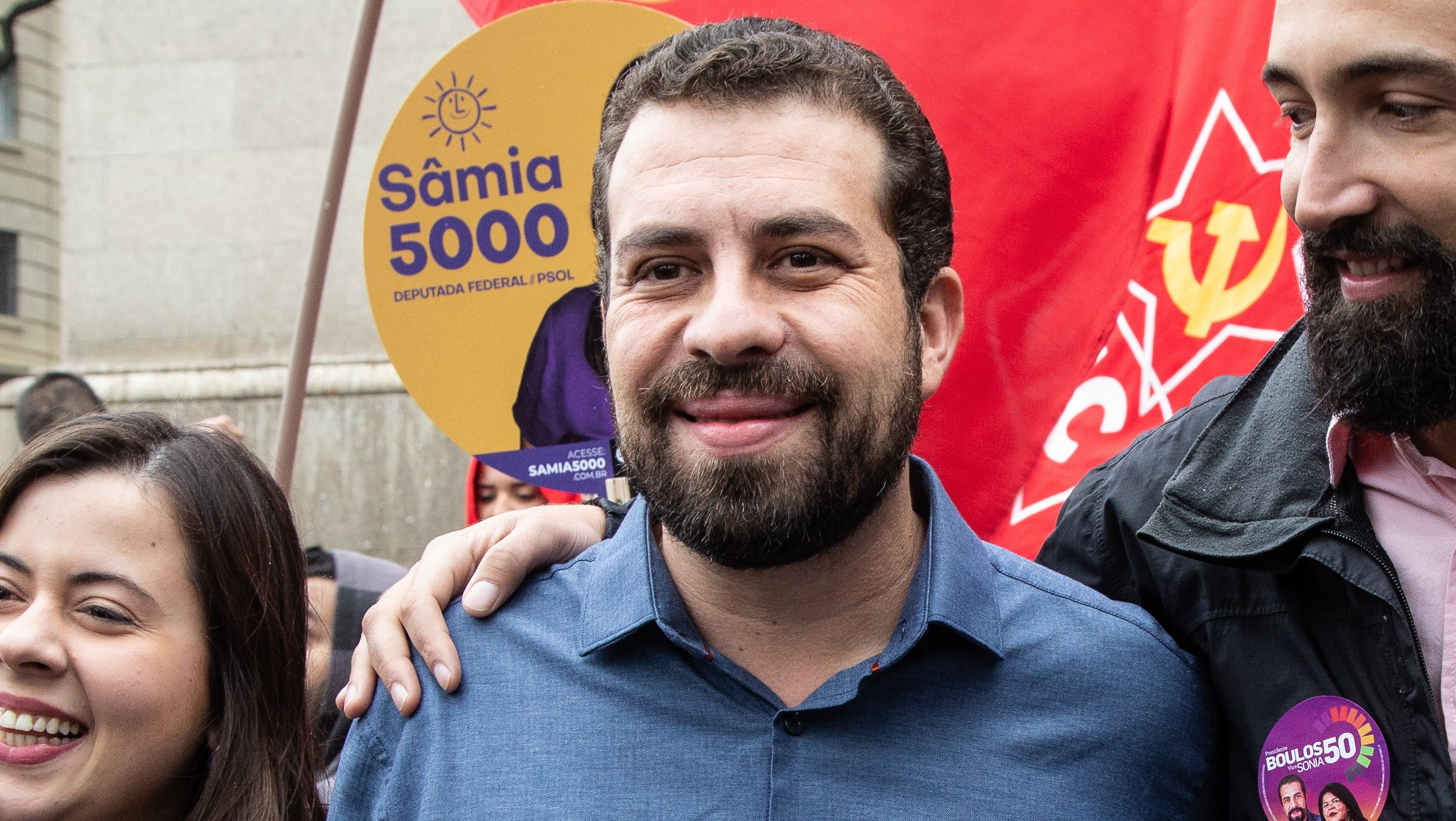
Самия Бонфин и Гильерме Булос во время кампании 2018 года

В первом туре выборов, где его также поддерживали Бразильская компартия и «Народное единство», Булос получил 1080736 (20,24 %) голосов, и прошёл во второй тур, в котором он баллотировался против действующего мэра Бруно Коваса, набравшего 32 % голосов. 2168109 голосов за Булоса составили 40,6 % от действительных голосов (столько же, сколько на предыдущих местных выборах в Рио-де-Жанейро получил Марселу Фрейшу, тоже кандидат от PSOL), чего было недостаточно, и мэром остался Бруно Ковас. Однако для его радикальной социалистической силы такая поддержка рассматривалась комментаторами как крупный успех, подтверждающий потенциал Булоса как нового лица молодых бразильских левых, идущего на смену скомпрометированным и бюрократизировавшимся функционерам Партии трудящихся.
Во втором туре Булоса и Эрундину поддержали Партия трудящихся, Коммунистическая партия Бразилии, Демократическая рабочая партия, Социалистическая партия Бразилии, Сеть устойчивого развития, официально оформившие Демократический фронт Сан-Паулу, а также их кандидаты из первого тура. Из общенациональных политиков за них высказались экс-президенты Лула и Дилма Русеф, экс-мэр Фернанду Аддад, другие кандидаты в президенты на последних выборах Марина Силва и Сиру Гомес, получивший наибольшее количество голосов из кандидатов в местные депутаты Эдуарду Суплиси.